# Фьямма, Гальвано

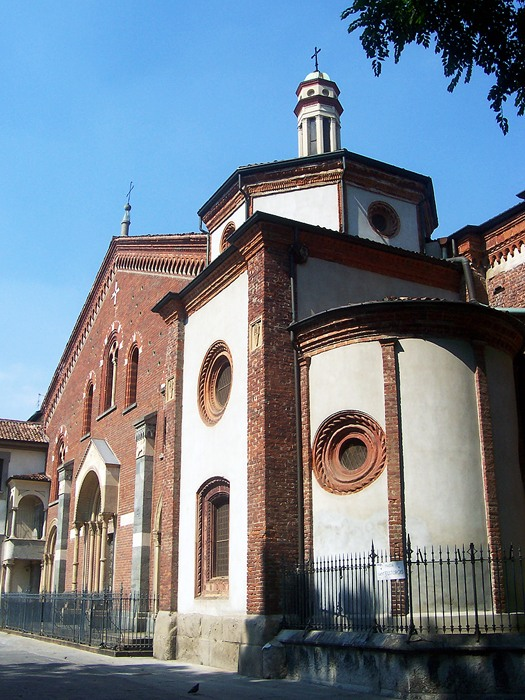
Базилика Сант-Эусторджо в Милане, XI—XIV вв.

Гальвано Фьямма (итал. Galvano Fiamma, лат. Galvaneus Flamma, или Galvanus de Flamma Mediolanensis; около 1283 — не ранее 1344) — итальянский хронист и теолог, монах-доминиканец, один из летописцев средневекового Милана и рода Висконти.

## Биография

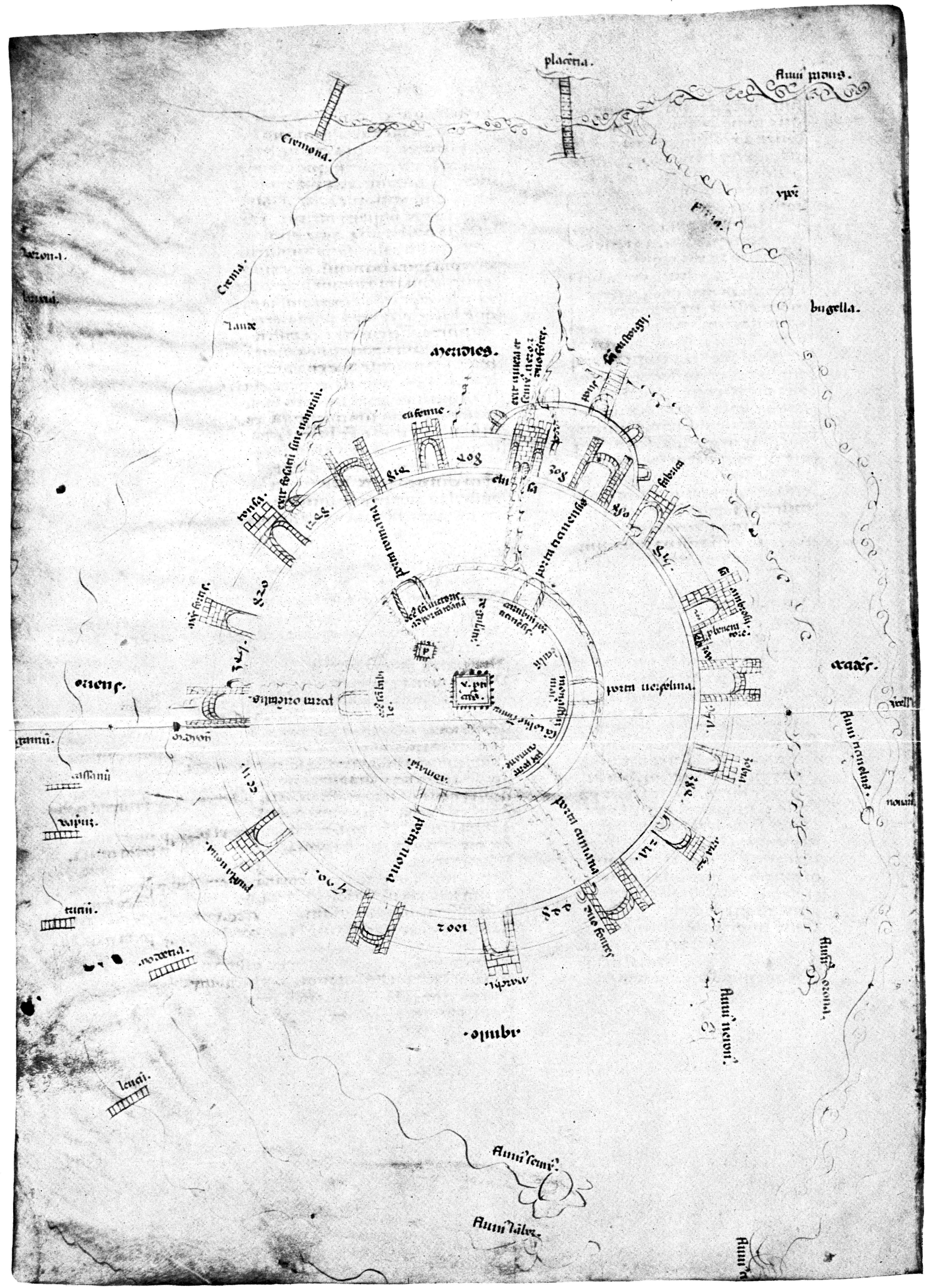
Карта г. Милана из «Занимательной хроники древностей» Гальвано Фьямма, XIV в.

Родился около 1283 года в Милане в зажиточной семье нотариуса. Почти все его предки по мужской линии, известные с XIII века, также занимались нотариальной деятельностью.
27 апреля 1298 года стал послушником местного доминиканского монастыря Сант-Эусторджо (Св. Евсторгия), где наставником его был приор Паоло Марро, ученик известного доминиканского теолога Стефанардо из Вимеркате (ум. 1297), и в начале XIV века продолжил своё богословское образование в монастыре Сан-Томмазо в Павии. По его собственным словам, оставшись на некоторое время в этой обители и преподавая богословие и физику Аристотеля тамошним студентам-медикам, уже тогда решил заняться историей, испытывая неловкость перед уроженцами Павии, превозносившими её древность перед Миланом.
В 1308—1309 годах читал лекции по теологии в Генуе. С 1313 года преподавал моральную философию, этику и экономику в Сант-Эусторджо в Милане. После того как в 1315 году генеральный капитул Ордена установил обязательный еженедельный урок по моральной философии в каждой монастырской школе, стал первым, кто провёл его в Сант-Эусторджо. В своих трудах называл себя Lector sacrae theologiae.
Сведения о нём практически отсутствуют с 15 февраля 1323 года, когда он покинул Милан по распоряжению Бертрана дю Пуйе, легата авиньонского папы Иоанна XXII, отлучившего от церкви за поддержку гибеллинов правившего в городе Галеаццо I Висконти, и вплоть до 30 января 1330 года, когда он, вместе с другим доминиканцем Томмазо да Модена, упоминается в качестве свидетеля на инквизиционном процессе в Болонье против сторонников Людовика Баварского.
Не исключено, что всё это время он укрывался в монастыре Св. Доминика в Генуе, где занимался самообразованием и собирал материалы для своих хроник, но убедительных доказательств этому нет. В 1333 году он возвращается в родной город, где в Сант-Эусторджо начинает заниматься историческими исследованиями.
Ещё в 1320-х годах, при посредничестве своего друга, видного гибеллина, городского нотариуса и историка Джованни да Черменате, становится доверенным лицом Висконти, исполняя должность капеллана сначала Аццоне Висконти, правившего городом в 1329—1339 годах, затем его дядьев и преемников Лукино Висконти (1339—1349) и его брата архиепископа Джованни (1339—1354).
Помимо Черменате, поддерживал близкие отношения с Кателло де Медичи, племянником кардинала Гульельмо де Лонги и приближённым Галеаццо I Висконти, а также был знаком с несколькими известными богословами и схоластиками-доминиканцами, в частности, Пьетро Фалача (итал. Pietro Falacha), провинциальным приором Ломбардии.
Следы его окончательно теряются в 1344 году, которым заканчивается его «Великая хроника доминиканцев», вероятно, вскоре после этого, возможно, в 1345 году, он умер в Милане.

## Сочинения
Латинские исторические сочинения Гальвано Фьяммы, заложившего, по сути, основы миланской средневековой историографии, принято делить на две группы: хроники города Милана, содержащие также сведения по истории Италии и сопредельных стран, и доминиканские хроники, в основу которых положены были, главным образом, летописи братьев ордена Жеро из Фраше и Варфоломея Луккского. Фактологическая ценность последних, особенно для исследователей истории католической церкви, несколько выше.
Исторические хроники Гальвано, как правило, компилятивны, содержат массу неточностей и отличаются напыщенным риторическим стилем. Основными источниками для них послужили, прежде всего, городские анналы Милана и реестры канцелярии городских подеста, хранившиеся в архиве «Дворца нотариусов», а также «Собрание достопамятностей» Гая Юлия Солина (III в. н. э.), «Этимологии» Исидора Севильского (около 625 г.), «Деяния архиепископов Миланских» Арнульфа (1077), «История Милана в четырёх книгах» Ландульфа Старшего (нач. XII в.), «Повесть о захвате и покорении Ломбардии» (лат. Narratio de Longobardie obpressione et subiectione), анонимные «Деяния Фридриха» (лат. Gesta Frederici), «Книга горестей и страданий» (лат. Libellus Tristitie et doloris) Джованни Коданьелло из Пьяченцы (XIII в.), энциклопедия «О свойствах вещей» Бартоломея Английского (1250), «Зерцало Великое» Винсента из Бове (1264), «Хроника» (1271) и «Книга известий о миланских святых» (1289) Гоффредо да Буссеро, трактат «О дивах града Медиоланского» (лат. De magnalibus urbis Mediolani) Бонвезина де ла Рива (1288), «Описание Милана» (1316) и «Всемирная хроника» (1313—1317) Бенцо Алессандрийского, а также «История Милана» Джованни да Черменате (1317—1322).
Помимо перечисленных трудов, Гальвано использовал немало других материалов, возможно, найденных им в библиотеке Маттео Висконти, которые не всегда возможно идентифицировать, а также устные источники. Так, в своей неопубликованной «Всемирной хронике», вслед за сведениями об Исландии (лат. Yslandia) и Гренландии (лат. Grolandia), он сообщает об открытии за несколько веков до него заокеанской земли «Маркалада» (лат. Marckalada), о которой якобы узнал от «моряков, которые часто бывают в морях Дании и Норвегии», предположительно генуэзских:

«Далее на запад лежит другая земля, называемая Маркалада, где обитают гиганты. На этой земле встречаются здания, сложенные из таких огромных каменных плит, что никто, кроме великанов, не смог бы их построить. Есть также там зелёные деревья, водятся животные и множество птиц…»
По мнению профессора Миланского университета Паоло Кьеза, название «Маркалада» возможно отождествить с Маркландом (исл. Markland), т. е. «лесной землёй», исландских саг, располагавшейся на полуострове Лабрадор и открытой около 1002 года Лейфом Эрикссоном. Если это действительно так, то это первое доказательство того, что кто-либо за пределами Северной Европы слышал о Новом Свете до плавания Христофора Колумба (1492). В другом месте своей хроники Гальвано сообщает, что братья Вивальди достигли Эфиопии, император которой отправил ответное посольство к папе Клименту V. 

### Хроники Милана
- «Хроника Гальвано» (лат. Chronica Galvagnana), излагающая историю от сотворения мира до 1337 года, сохранившаяся в 6 рукописях, лучшие из которых находятся в собрании миланской библиотеки ди Брера[англ.] (MS. AE X 10). Впервые опубликована 1730 году в Милане церковным историком Лудовико Антонио Муратори в 16-м томе свода «Историописателей Италии» (лат. Rerum Italicarum scriptores). В заглавии имя автора не указывалось и лишь упоминалось в предисловии[24].
- «Новое государство» (лат. Politia novella), содержащая исторические сведения от основания г. Милана до начала христианской эры, сохранившаяся в двух рукописях, одна из которых хранится в миланской Амброзианской библиотеке (MS A 275 inf., Cc. 1–30).
- «Занимательная хроника древностей Милана» (лат. Chronicon extravagans de antiquitatibus Mediolani), содержащая карту города, предположительно составленную самим автором, или же анонимным переписчиком в XIV веке[25]. Сохранилась в единственной неполной рукописи из Амброзианской библиотеки (MS A 275 inf., Cc. 31–61)[26], содержащей лишь 30 глав из 82 намеченных. Впервые издана в 1869 году в Турине Антонио Черути.
- «Великая Хроника» (лат. Chronicon maius) от сотворения мира до 1342 года, дошедшая до нас в двух неполных рукописях, в которых отсутствуют сведения за период с 1216 по 1328 год, содержавшиеся в книгах XIV, XV и XVI[13]. Один из манускриптов находится сегодня в той же Амброзианской библиотеке (MS A 275, Cc. 61–253). Издана в 1869 году в Турине А. Черути вместе с «Хроникой древностей Милана».
- «Букет цветов, или История Милана от основания города до 1333 года» (лат. Manipulus florum seu Historia Mediolanensis ab origine urbis ad a. circiter 1333), сохранившаяся в нескольких манускриптах, наиболее полные из которых хранятся в библиотеке ди Брера (MS AC IX 38) и Амброзианской библиотеке (MS Trotti 190). Основным источником для неё послужила рифмованная «Книга миланских деяний» (лат. Liber de gestis in civitate Mediolani) вышеназванного Стефанардо из Вимеркате, прославлявшая архиепископа Оттоне Висконти (1262—1295)[27]. Впервые издана в 1727 году в Милане вышеупомянутым Л. А. Муратори в 11-м томе «Историописателей Италии» (лат. Rerum Italicarum scriptores).
- «Хроника предстоятелей Милана» (лат. Chronica pontificum Mediolanensium), излагающая раннюю историю местной епархии от легендарного её основателя апостола Варнавы (I в. н. э.) до Св. Амвросия Медиоланского (IV в. н. э.). Оставшаяся, видимо, неоконченной и сохранившаяся в четырёх рукописях, одна из которых хранится в базилике Св. Амвросия; до сих пор не опубликована.
- «Всемирная хроника» (лат. Cronica universalis), писавшаяся между 1339 и 1345 годами и сохранившаяся в единственной рукописи конца XIV века, переписанной в Милане неким Пьетро Гиольди[28]. Находящаяся ныне в частной коллекции, она не опубликована до сих пор. Гальвано запланировал «Всемирную хронику» в 15 книгах от сотворения мира до современных ему времён, но так её и не завершил, остановив изложение событий на середине 4-й книги, временах израильского царя Иоаса (VIII в. до н. э.)[29]. Вышеназванное сообщение о «земле Маркалада» содержится в географическом экскурсе из III книги хроники, посвящённой третьей Августиновской эпохе мира, от Авраама до Давида[30].
- «Хроника императоров» (лат. Chronica imperatorum), не дошедшая до нас и известная лишь по своему названию[10].

### Хроники Доминиканского ордена
- «Малая хроника Ордена проповедников» (лат. Chronica parva Ordinis predicatorum), первая часть которой содержит жизнеописание Св. Доминика, а вторая — историю созданного им ордена с 1170 по 1333 год. Приурочив написание её к восстановлению отношений между Висконти и судившимися с ними доминиканцами, автор заметно преувеличивает свою личную роль в примирении последних с миланскими правителями[10]. Сохранилась в четырёх рукописях и впервые была издана в 1897 году в Штутгарте и Риме преп. Бенедиктом Марией Рейхертом во втором томе «Памятников истории Ордена братьев-проповедников» (лат. Monumenta Ordinis Fratrum Praedicatorum Historica, II, 1)[31].
- «Великая хроника Ордена проповедников» (лат. Chronica maior Ordinis praedicatorum), излагавшая историю доминиканского ордена с 1170 по 1344 год, неоконченная и сохранившаяся лишь во фрагментах из сочинения Джироламо Борселли конца XV века[10].

### Другие
Около 1316 года написал небольшой «Трактат об экономике» (лат. Tractatus yconomicus), содержащий комментарии к известному сочинению Аристотеля «Управление домохозяйством» (Oeconomica), приписываемому некоторыми исследователями Теофрасту. Сегодня известна единственная рукопись его из собрания библиотеки д'Эсте в Модене (MS γ.H.7.43).
Около 1343 года написал «Описание деяний Аццоне, Лукино и Джованни Висконти с 1328 по 1342 год» (лат. l'Opusculum de rebus gestis ab Azone Luchino et Iohanne Vicecomitibus ab a. 1328—1342), в несколько панегирическом духе изложив историю правления в Милане своих знатных покровителей. Сочинение это впервые опубликовано в 1728 году в Милане Л. А. Муратори в 12-м томе «Rerum Italicarum scriptores»; комментированное научное издание выпущено в 1938 году в Болонье под редакцией Карло Кастильони.
Его богословские сочинения, включавшие, в частности, трактат «De clavibus Ecclesie», в большинстве своём не сохранились и не публиковались.

## Издания
- Из «Manipulus florum» Гальвано Фьямма // Фридрих I Барбаросса в деяниях, хрониках и анналах Северной Италии / Пер. с лат., пред., комм. Д. А. Боровкова. — СПб.: Евразия, 2024. — С. 212–220. — (CHRONICON). — ISBN 978-5-8071-0607-0.
- Galvaneus Flamma. Manipulus florum // Rerum Italicarum scriptores. Raccolta di fonti, ideata da Ludovico Antonio Muratori. — Tomus XI. — Mediolani: Typographia Societatis Palatinae in Regia Curia, 1727. — coll. 537–740.
- Gualvanei de la Flamma. Opusculum de rebus gestis ab Azone, Luchino et Johanne Vicecomitibus ab anno MCCCXXVIII usque ad annum MCCCXLII // Rerum Italicarum scriptores. Raccolta di fonti, ideata da Ludovico Antonio Muratori. — Tomus XII. — Mediolani: Typographia Societatis Palatinae in Regia Curia, 1728. — coll. 991–1050.
- Annales Mediolanensis ab anno MCCXXX, usque ad annum MCCCCII // Rerum Italicarum scriptores. Raccolta di fonti, ideata da Ludovico Antonio Muratori. — Tomus XVI. — Mediolani: Typographia Societatis Palatinae in Regia Curia, 1730. — coll. 635–714.
- Chronicon Extravagans et Chronicon Maius auctore Galvaneo Flamma Ord. Praedicatorum scriptore mediolanensi. Ab Antonio Ceruti nunc primum edita. — Torino: Regia deputazione di storia patria, 1869. — 346 p.
- Fr. Galvagni de la Flamma Cronica ordini Praedicatore ab anno 1170 usque ad 1333. Edidit Benedictus Maria Reichert // Monumenta Ordinis Fratrum Praedicatorum Historica. — Volume II. — Fascicolo I. — Romae: Domo generalitia; Stuttgardiae: J. Roth, 1897. — xii, 128 p.
- Gualvanei de la Flamma ordinis praedicatorum. Opusculum de rebus gestis ab Azone, Luchino et Johanne vicecomitibus ab anno 1328 usque ad annum 1342, a cura di Carlo Castiglioni. — Bologna: N. Zanichelli, 1938. — 64 p.
- Flamma Galvanus. Manipulus florum: Cronica milanese del Trecento; capitoli CLXXIII—CCXXI Federico Barbarossa. Edizione e traduzione di Frigerio Rossella. — Milano, 1993. — (Biblioteca milanese, 1).
- La Cronaca estravagante di Galvano Fiamma, a cura di Sante Ambrogio Céngarle Parisi e Massimiliano David. — Milano: Casa del Manzoni, 2013. — xxi, 767 p. — ISBN 978-8887924602.
- Galvano Fiamma. Chronica pontificum Mediolanensium. Edizione critica, traduzione e commento a cura di Federica Favero. — Firenze: Edizioni dell Galuzzo, 2018. — 	312 p. — ISBN 978-88-8450-824-9.